# Skrädning (timmer)
Skrädning, eller träbilning, är en arbetsmetod som används av en timmerman och innebär att man med bila eller yxa planar av två sidor av en stock. Skrädning användes förr vid timmerhusbyggnation och vid tillverkning av järnvägsslipers.